# Les Hôpitaux-Vieux
Les Hôpitaux-Vieux sont une commune française située dans le département du Doubs, la région culturelle et historique de Franche-Comté et la région administrative Bourgogne-Franche-Comté. 
Les habitants se nomment les Trouille-Bourreaux.

## Géographie

### Climat
Pour des articles plus généraux, voir Climat de la Bourgogne-Franche-Comté et Climat du Doubs.
En 2010, le climat de la commune est de type climat de montagne, selon une étude du Centre national de la recherche scientifique s'appuyant sur une série de données couvrant la période 1971-2000. En 2020, Météo-France publie une typologie des climats de la France métropolitaine dans laquelle la commune est exposée à un climat de montagne ou de marges de montagne et est dans la région climatique  Jura, caractérisée par une forte pluviométrie en toutes saisons (1 000 à 1 500 mm/an), des hivers rigoureux et un ensoleillement médiocre. 
Pour la période 1971-2000, la température annuelle moyenne est de 6,3 °C, avec une amplitude thermique annuelle de 16,2 °C. Le cumul annuel moyen de précipitations est de 1 738 mm, avec 12,9 jours de précipitations en janvier et 11,4 jours en juillet. Pour la période 1991-2020, la température moyenne annuelle observée sur la station météorologique de Météo-France la plus proche, « Labergement », sur la commune de Labergement-Sainte-Marie à 7 km à vol d'oiseau, est de 8,0 °C et le cumul annuel moyen de précipitations est de 1 459,4 mm. 
La température maximale relevée sur cette station est de 36,4 °C, atteinte le 31 juillet 1983 ; la température minimale est de −33 °C, atteinte le 9 janvier 1985,,. 
Les paramètres climatiques de la commune ont été estimés pour le milieu du siècle (2041-2070) selon différents scénarios d'émission de gaz à effet de serre à partir des nouvelles projections climatiques de référence DRIAS-2020. Ils sont consultables sur un site dédié publié par Météo-France en novembre 2022.

## Urbanisme

### Typologie
Au 1er janvier 2024, Les Hôpitaux-Vieux sont catégorisés bourg rural, selon la nouvelle grille communale de densité à 7 niveaux définie par l'Insee en 2022.
Elle est située hors unité urbaine et hors attraction des villes,.

### Occupation des sols
L'occupation des sols de la commune, telle qu'elle ressort de la base de données européenne d’occupation biophysique des sols Corine Land Cover (CLC), est marquée par l'importance des forêts et milieux semi-naturels (66,7 % en 2018), en diminution par rapport à 1990 (74,8 %). La répartition détaillée en 2018 est la suivante : 
forêts (55 %), zones agricoles hétérogènes (18,8 %), prairies (12,3 %), milieux à végétation arbustive et/ou herbacée (11,7 %), zones urbanisées (2,2 %). L'évolution de l’occupation des sols de la commune et de ses infrastructures peut être observée sur les différentes représentations cartographiques du territoire : la carte de Cassini (XVIIIe siècle), la carte d'état-major (1820-1866) et les cartes ou photos aériennes de l'IGN pour la période actuelle (1950 à aujourd'hui).

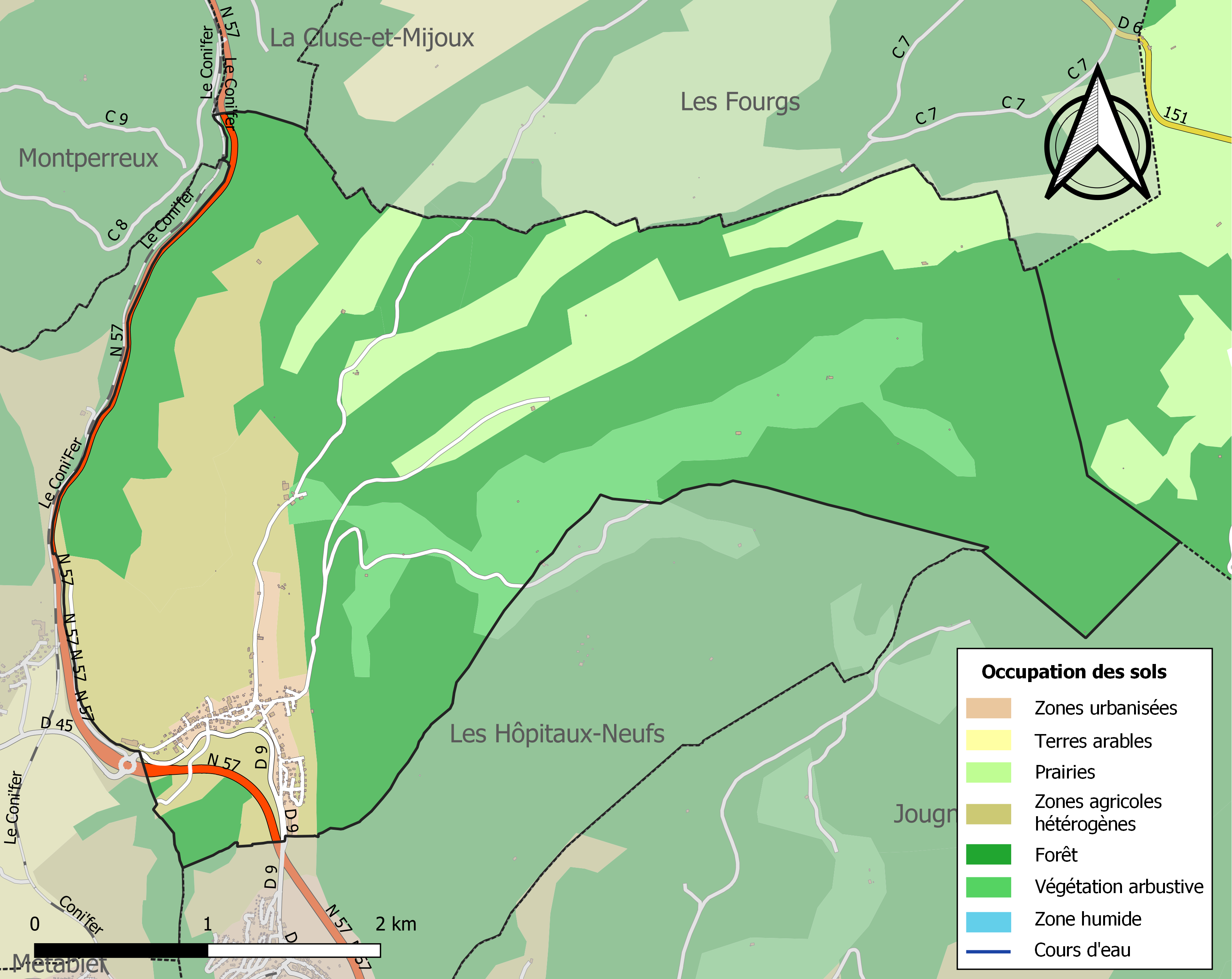
Carte des infrastructures et de l'occupation des sols de la commune en 2018 (CLC).

## Histoire
Il existe deux théories relatant de l'histoire du village.
La première stipule que Jean Ier de Chalon-Arlay, fils de Jean l'Antique, fonde un hôpital près de Jougne en 1282, qui est appelé l'Hôpital vieil. Plus tard, un deuxième hôpital, appelé l'Hôpital neuf aurait été construit plus près de Jougne.
La seconde théorie dénonce le manque de véracité quant à l'existence d'hôpitaux en ces lieux. Cela proviendrait d'une erreur de traduction d'un texte, "hospes" ayant été traduit par "hôpital" au lieu de "hospitalité". Selon cette théorie, les personnes vivant à cet endroit offraient l'hospitalité aux voyageurs qui traversaient ce pays, comme il était coutume à cette époque, afin de se protéger du froid, du brigandage et des loups. De plus, selon ce point de vue, il serait aberrant qu'un quelconque hôpital ait existé ici, au vu de l'infime nombre de personnes vivant sur ces terres.
Comme beaucoup d'autres villages des alentours, celui des Hôpitaux-Vieux est entièrement détruit en 1639 par les Suédois, nom donné à l'époque aux mercenaires mi-allemands mi-suédois de Bernard de Saxe-Weimar, au cours de la guerre de Dix Ans, épisode comtois de la guerre de Trente Ans.
Une mine de fer est exploitée au lieu-dit le Miroir jusqu'au milieu du XIXe siècle. Une dépression circulaire d'une dizaine de mètres de diamètre, désormais entièrement boisée, en est la seule trace visible dans le paysage.
Les habitants s'appellent les Trouille-Boureau. Ce nom proviendrait du bourreau de Jougne qui habitait les Hôpitaux-Vieux. Une autre hypothèse rapprocherait trouille du mot du Moyen Âge troiller signifiant se vautrer dans la boue, et boureau de bouro, petit canard : référence possible à un endroit marécageux où se vautrent les canards...

## Politique et administration
| Période                                  | Période                     | Identité                                   | Étiquette | Qualité  |
| ---------------------------------------- | --------------------------- | ------------------------------------------ | --------- | -------- |
| mars 2001                                | 2008                        | Jean-Pierre Jeannerod                      |           |          |
| mars 2008                                | En cours (au 1er juin 2020) | Louis Poix, Réélu pour le mandat 2020-2026 | DVD       | Retraité |
| Les données manquantes sont à compléter. |                             |                                            |           |          |

## Démographie
L'évolution du nombre d'habitants est connue à travers les recensements de la population effectués dans la commune depuis 1793. Pour les communes de moins de 10 000 habitants, une enquête de recensement portant sur toute la population est réalisée tous les cinq ans, les populations de référence des années intermédiaires étant quant à elles estimées par interpolation ou extrapolation. Pour la commune, le premier recensement exhaustif entrant dans le cadre du nouveau dispositif a été réalisé en 2008.

En 2022, la commune comptait 463 habitants, en évolution de +4,99 % par rapport à 2016 (Doubs : +1,88 %, France hors Mayotte : +2,11 %).
| 1793 | 1800 | 1806 | 1821 | 1831 | 1836 | 1841 | 1846 | 1851 |
| ---- | ---- | ---- | ---- | ---- | ---- | ---- | ---- | ---- |
| 281  | 287  | 300  | 277  | 354  | 332  | 340  | 352  | 368  |

| 1856 | 1861 | 1866 | 1872 | 1876 | 1881 | 1886 | 1891 | 1896 |
| ---- | ---- | ---- | ---- | ---- | ---- | ---- | ---- | ---- |
| 366  | 330  | 315  | 314  | 315  | 316  | 322  | 279  | 241  |

| 1901 | 1906 | 1911 | 1921 | 1926 | 1931 | 1936 | 1946 | 1954 |
| ---- | ---- | ---- | ---- | ---- | ---- | ---- | ---- | ---- |
| 254  | 261  | 253  | 226  | 219  | 197  | 198  | 170  | 166  |

| 1962 | 1968 | 1975 | 1982 | 1990 | 1999 | 2006 | 2008 | 2013 |
| ---- | ---- | ---- | ---- | ---- | ---- | ---- | ---- | ---- |
| 162  | 141  | 140  | 170  | 245  | 257  | 332  | 353  | 411  |

| 2018 | 2022 | - | - | - | - | - | - | - |
| ---- | ---- | - | - | - | - | - | - | - |
| 460  | 463  | - | - | - | - | - | - | - |

## Culture locale et patrimoine

### Lieux et monuments
- La chapelle Sainte-Philomène : construite en 1835 par l'abbé Louvrier, la chapelle des Hôpitaux-Vieux est dédiée à sainte Philomène. Malgré cela, elle est tout entière à l'honneur de la mère de Dieu. Une très belle statue en bois semble recevoir dans ses bras toutes les prières qui lui sont adressées, quarante-cinq plaques de bronze honorent silencieusement les litanies de la sainte Vierge. Les verrières du fond de la nef sont ornées de deux vitraux, de même que l'oculus de la tribune. Ces vitraux sont signés et datés de 1933 de Joseph Benoit, maître verrier à Nancy. Ils se rattachent à une tradition du vitrail figuratif haut en couleur et imprégné d'histoire et d'imageries locales, appuyées ici sur une représentation du village sous forme d'un ensemble de fermes.
- La mairie, construite en 1826.
- Le monument aux morts, situé à proximité de la chapelle.
- La fromagerie, datant de 1920.

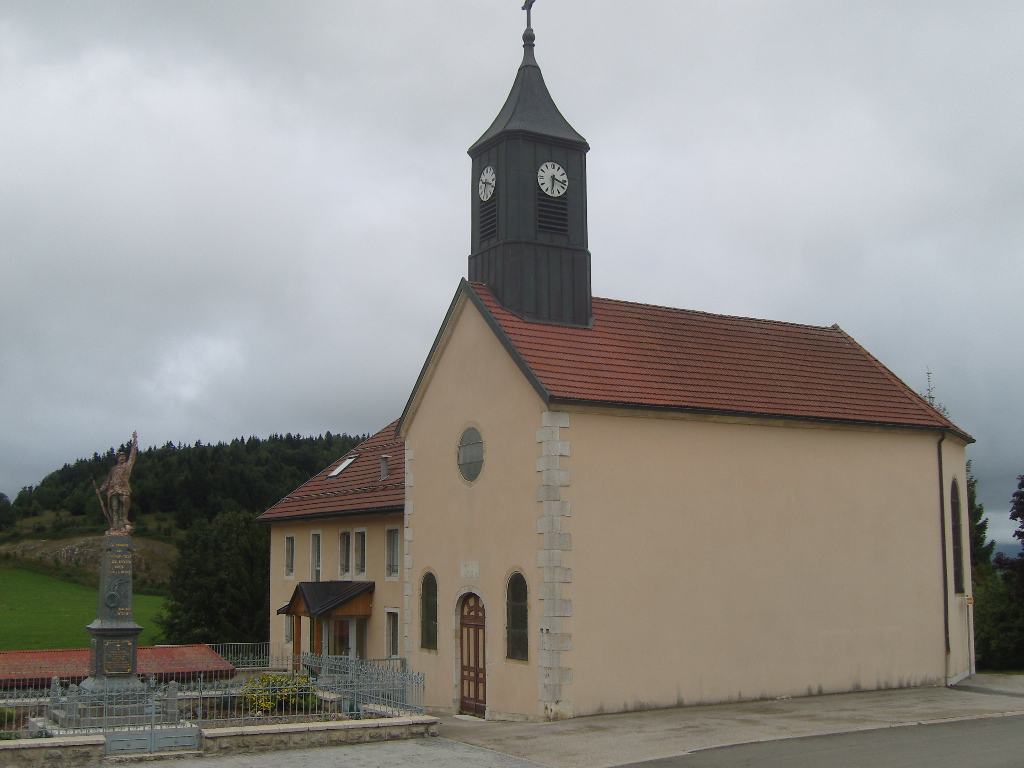
La chapelle Sainte-Philomène.
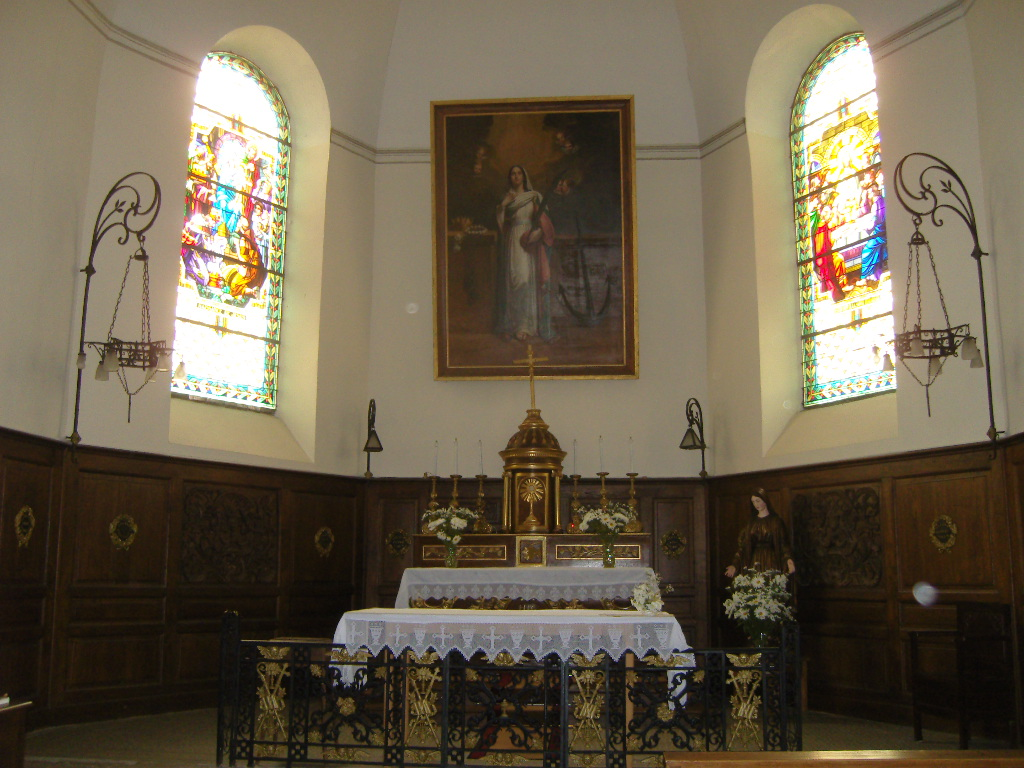
Intérieur de la Chapelle Sainte-Philomène, intérieur.
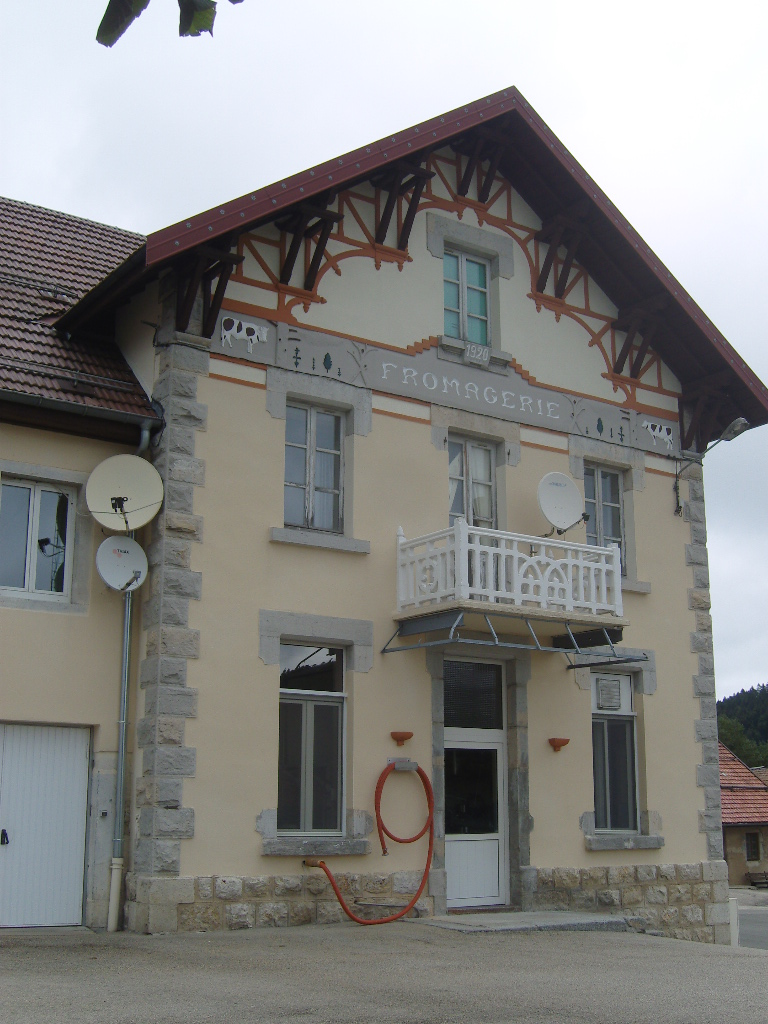
Ancienne fromagerie des Hôpitaux-Vieux.
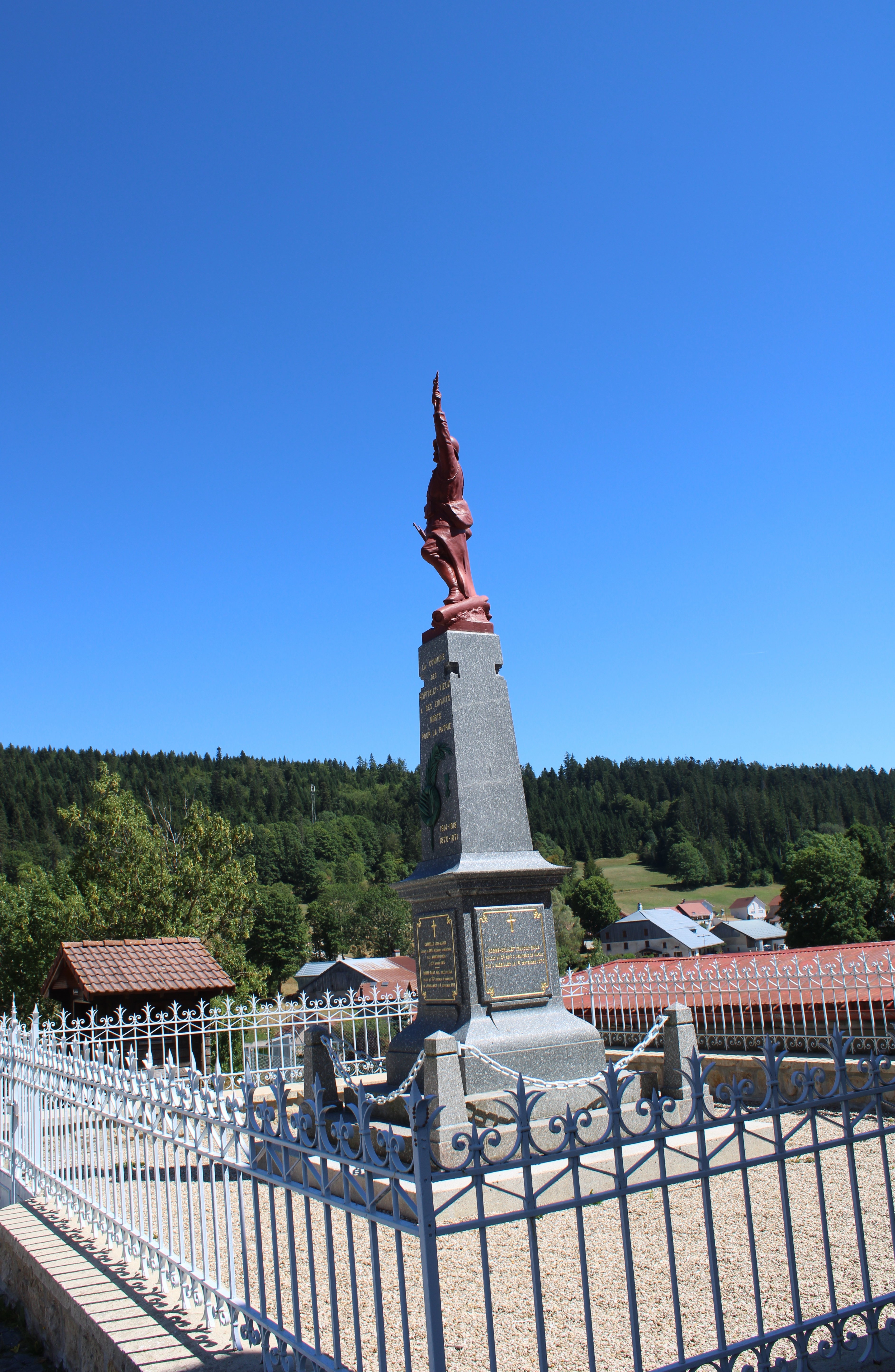
Le monument aux morts.
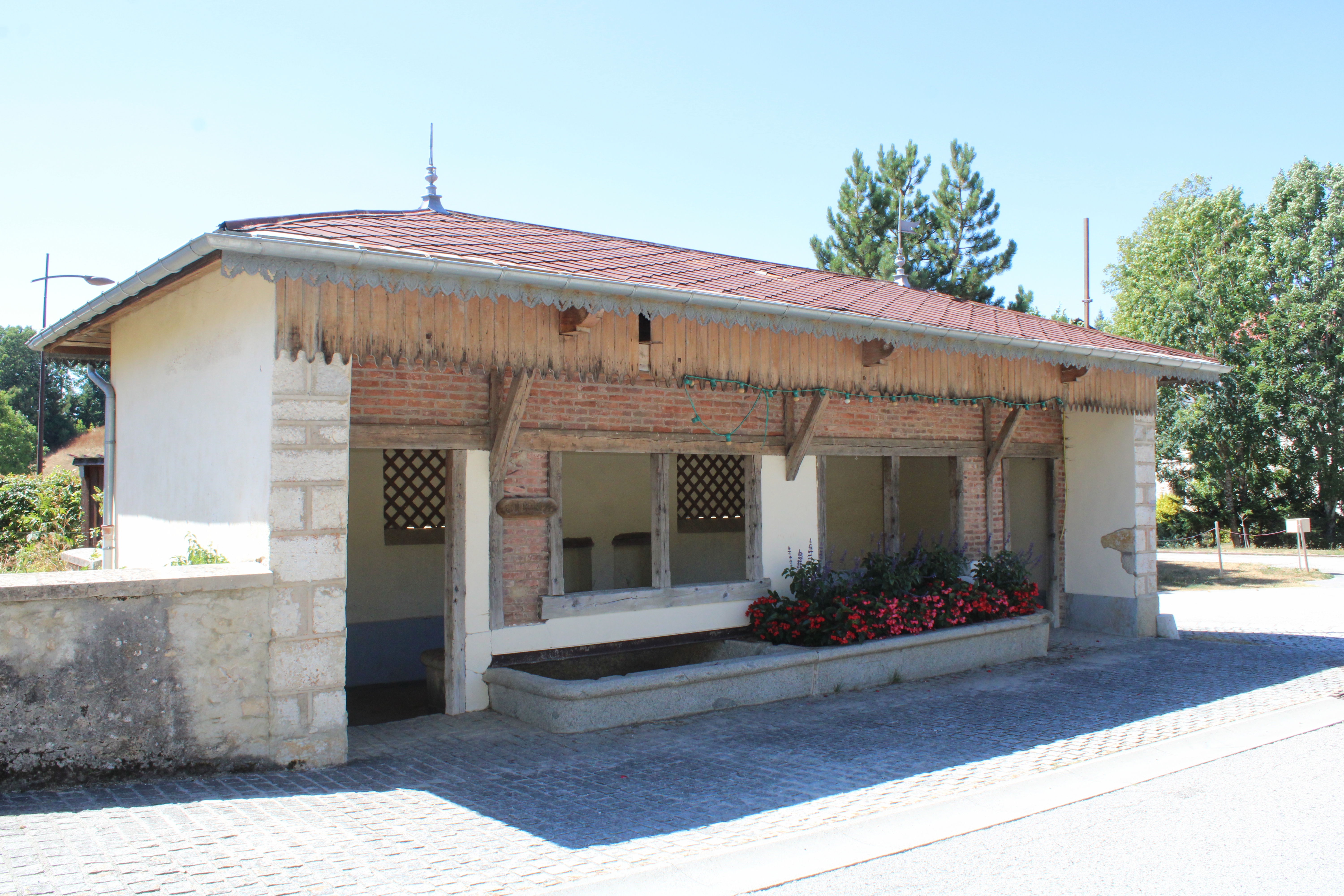
Le lavoir.

### Héraldique
| Blason de Hôpitaux-Vieux (Les) | Blason  | Tiercé en pairle renversé : au 1er de gueules à la bande d'or accompagnée en chef d'une branche de laurier posée en bande et en pointe d'une croisette latine, le tout du même ; au 2e d'argent au sapin de sinople, au 3e d'azur billeté d'or, au lion couronné du même, armé et lampassé de gueules, brochant. |
| Blason de Hôpitaux-Vieux (Les) | Détails | Le 1er évoque la maison de Châlon, brisée de la palme de sainte Philomène, le sapin au 2e les bois environnants, le 3e la Franche-Comté. Le choix d'un pairle renversé plutôt qu'un pairle standard permet d'évoquer le Mont de l'Herba. Le statut officiel du blason reste à déterminer.                        |